# The Beary Family
 (novembre 2017).
Si vous disposez d'ouvrages ou d'articles de référence ou si vous connaissez des sites web de qualité traitant du thème abordé ici, merci de compléter l'article en donnant les références utiles à sa vérifiabilité et en les liant à la section « Notes et références ».
The Beary Family est une série de courts métrages d'animation produite par Walter Lantz pour le compte des studios Universal de 1962 à 1972.